# Die Hektiker
Die Hektiker sind eine österreichische Kabarettgruppe.

## Geschichte
Gegründet wurde die Gruppe 1981 von Mini Bydlinski, Wolfgang Fifi Pissecker, Florian Scheuba und Werner Sobotka. Alle vier waren zu dieser Zeit Schüler im Bundesgymnasium und Bundesrealgymnasium Keimgasse in Mödling.
Im Oktober 1986 starteten sie ihre erste Österreich-Tournee, nachdem sie ihre ersten Stücke lediglich in Wiener Theaterhäusern aufführten. Von 1987 bis 1989 führte Heinz Marecek Regie bei drei Kabarett-Stücken der Gruppe, wobei die Hektiker 1989 mit dem Programm Gottes vermessene Kinder für sich einen neuen Rekord verbuchten: 18.000 Besucher in Wien, 20.000 in den österreichischen Bundesländern.
Für das in den Jahren 1990/91 aufgeführte Programm Nackt! erhalten die Hektiker für 100.000 Besucher das Goldene Ticket. Regie führte Alexander Goebel. 1992 folgte Danke, Liebe Hektiker mit mehr als 40.000 Besuchern in Wien. Ihre erste 1991 veröffentlichte LP Endlich wurde zur meistverkauften Kabarett-LP Österreichs. Im selben Jahr hatten die Hektiker die ersten Auftritte in München. Seit 1993 traten sie auch vermehrt in österreichischen und deutschen TV-Shows auf.
1994 stieg Mini Bydlinski aus der Gruppe aus, um seine Solokarriere voranzutreiben. Er wurde durch den Musical-Schauspieler Viktor Gernot ersetzt.
Von 1996 bis 1999 strahlte der Fernsehsender ORF die Comedy-Serie Die kranken Schwestern aus, bei der die Hektiker Buch und Regie beisteuerten und auch als Schauspieler mitwirkten. 1996 und 1998 erhielt die Serie Nominierungen für die Goldene Rose von Montreux. 1997 wurde sie mit dem TV-Preis Romy ausgezeichnet. Beim New York Television-Festival gewann die Serie 1998 eine Auszeichnung in der Kategorie TV-Comedy.
Von November 2006 bis 2007 waren sie zuletzt mit dem Jubiläumsprogramm 25 Jahre Die Hektiker – Silberhochzeit im Kabarett Simpl in Wien zu sehen. Dieses Stück bietet eine kabarettistische Jam-Session mit den besten Szenen und Anekdoten aus 25 Hektiker-Jahren.
Die Hektiker sind die erfolgreichste Kabarettgruppe Österreichs. Ihre 14 Programme mit insgesamt 2500 Auftritten spielten sie in meist ausverkauften Theatern in Wien sowie auf Tourneen in ganz Österreich und Deutschland.
Sämtliche Mitglieder betreiben seit Jahren erfolgreiche Solokarrieren und arbeiten dabei laufend miteinander. So begann im Jänner 2009 die Aufführung des ersten Solokabarett von Wolfgang Pissecker Ich kenn’ Sie! – Wer sind Sie? Erlebnisse vom Jakobsweg, bei dem Werner Sobotka Regie führte.

## Programme
- 1982 – Hektische Zeiten
- 1983 – Harmonische Zeiten
- 1984 – Wie es uns gefällt
- 1985 – Alles wird wieder gut
- 1987 – Im Rahmen der Republik
- 1988 – Gott stütze Österreich
- 1989 – Gottes vermessene Kinder
- 1990 – Nackt!
- 1992 – Danke, Liebe Hektiker
- 1993 – Kultur ist Super!
- 1996 – Echt
- 1999 – ICH
- 2002 – Jenseits – 20 Jahre "Die Hektiker"
- 2006 – Silberhochzeit – 25 Jahre "Die Hektiker"
- 2016 – 200 Jahre "Die Hektiker"!

## Diskografie

### Studioalben
| Jahr | Titel    | Höchstplatzierung, Gesamtwochen, AuszeichnungChartsChartplatzierungen (Jahr, Titel, Platzierungen, Wochen, Auszeichnungen, Anmerkungen) | Anmerkungen                          |
| Jahr | Titel    | AT | Anmerkungen                          |
| ---- | -------- | --- | ------------------------------------ |
| 1991 | Endlich! | AT1 Platin · (23 Wo.)AT | Erstveröffentlichung: Juni 1991      |
| 1992 | Und?     | AT5 Gold · (16 Wo.)AT | Erstveröffentlichung: September 1992 |
| 1994 | Neue CD! | AT12 (5 Wo.)AT | Erstveröffentlichung: Oktober 1994   |
| 1997 | Echt     | AT26 (5 Wo.)AT | Erstveröffentlichung: Juli 1997      |

Weitere Veröffentlichungen
- 1993: Liebe Menschen
- 1995: Ganz tief – 15 Treffer unter der Gürtellinie
- 2006: Keine neue CD

### Singles
| Jahr | Titel Album                  | Höchstplatzierung, Gesamtwochen, AuszeichnungChartsChartplatzierungen (Jahr, Titel, Album, Platzierungen, Wochen, Auszeichnungen, Anmerkungen) | Anmerkungen                          |
| Jahr | Titel Album                  | AT | Anmerkungen                          |
| ---- | ---------------------------- | --- | ------------------------------------ |
| 1996 | Ich scheiß dir ins Hirn Echt | AT40 (1 Wo.)AT | Erstveröffentlichung: September 1996 |
| 1997 | Blind Echt                   | AT26 (5 Wo.)AT | Erstveröffentlichung: Juli 1997      |

## Fernsehen
- 1995 – Late Night Show Subito in der ARD
- 1996 – Die kranken Schwestern, Comedy-Show im ORF

## Auszeichnungen
- 1991 – Goldenes Ticket für 100.000 Besucher des Programms Nackt!
- 1997 – Romy (Spezialpreis der Jury) für Die kranken Schwestern
- 1997 – New York Television-Festival (Award) für Die kranken Schwestern